# Григорьев, Николай Николаевич (Георгиевский кавалер)
Николай Николаевич Григорьев (8 ноября 1866 — ?) — полковник, командир 39-го пехотного Томского полка.

## Биография
Православный. Образование получил в Санкт-Петербургской военной прогимназии. В службу вступил 16 апреля 1884 года. Окончил Варшавское пехотное юнкерское училище. Выпущен в 40-й пехотный Колыванский полк.
- Подпоручик (старшинство с 06 октября 1887).
- Поручик (старшинство с 06 октября 1891).
- Штабс-Капитан (старшинство с 15 марта 1899).
- Капитан (старшинство с 06 апреля 1900). Окончил Офицерскую стрелковую школу на «успешно».
- Подполковник (старшинство с 26 февраля 1912). На 15 апреля 1913 в том же чине и полку.
- Участник Первой мировой войны. Полковник (приказ 1914; старшинство с 19 августа 1914 за отличия в делах).

22 февраля 1916 — 27 сентября 1916 — командир 39-го пехотного Томского полка .
27 сентября 1916 — 09 июня 1917 — помощник начальника 20-й пехотной запасной бригады

## Награды
- Орден Св. Станислава 2-й ст. (1906);
- Орден Св. Анны 2-й ст. (11 марта 1912);
- Орден Св. Владимира 4-й ст. (ВП 20 июня 1914);
- Георгиевское оружие (ВП 09 марта 1915);
- Мечи и бант к ордену Св. Владимира 4-й ст. (ВП 30 июля 1915);
- Орден Св. Владимира 3-й ст. с мечами (ВП 19 сентября 1915);
- Орден Св. Георгия 4-й ст. (ПАФ 09 июня 1917): «За то, что, будучи командиром 39-го пехотного Томского полка, при штурме немецкой позиции утром 8 Мрт. 1916 г. к югу от озера Нарочь был с полком двинут для развития успеха 37 пехотного Екатеринбургского полка, занявшего штурмом первую и вторую линии окопов противника. Руководя лично полком и находясь все время во главе его, а временами направляя непосредственно и роты боевой линии в атаку против резервов немцев, переходивших в контр-атаку, и находясь под сильным и действительным огнем и при сильном сопротивлении противника, своими действиями способствовал успеху всего корпуса по занятию позиции противника и отбитию контр-атак его резервов».
- Дарование старшинства в чине Полковника с 19 августа 1913 (ВП 23 апреля 1916; на основании приказа по ВВ 1915 г. № 563, ст. 4, 5 и 8).